# Australie aux Jeux paralympiques d'hiver de 2018
L'Australie participe aux Jeux paralympiques d'hiver de 2018 à Pyeongchang, en Corée du Sud, du 9 au 18 mars 2018. Il s'agit de la onzième participation du pays aux Jeux paralympiques d'hiver.

## Composition de l'équipe
La délégation australienne est composée de 12 athlètes prenant part aux compétitions dans 2 sports, accompagnés de 3 guides,.

### Ski alpin
- Patrick Jensen (guide : Lara Falk)
- Mitchell Gourley
- Jonty O’Callaghan
- Victoria Pendergast
- Melissa Perrine (guide : Christian Geiger)
- Shaun Pianta (guide : Jeremy O’Sullivan)
- Mark Soyer
- Sam Tait

### Snowboard
- Joany Badenhorst
- Simon Patmore
- Sean Pollard
- Ben Tudhope